# مریت‌ایتس یکم
مریت‌ایتس یکم (به انگلیسی: Meritites I) شهبانویی در دودمان چهارم مصر باستان بود. او همسر شاه خوفو و مادر کواب، باعوفرع، جدف‌هور، و مره‌سانخ دوم بود. نام و لقب‌های او بر روی یک در و دیوارنگاره‌های مصطبه‌ای دوتایی G 7110-7120 در جیزه یافت شده‌اند.

## آرامگاه
آرامگاه مریت‌ایتس یکم (هرم G1b) هرم میانی از میان سه هرم قرار گرفته در جلوی هرم بزرگ جیزه است که برای همسران شاه خوفو ساخته شدند. نام او بر روی در ورودی پشتین مجموعه آرامگاه و معبد و نیز تکه‌هایی از سنگ که در مکان یافت شده‌اند، دیده شده. هرم از بلوک‌های سنگ آهک درست شده و زیربنای آن دارای اضلاعی به طول ۴۸ متر است. ارتفاع هرم در هنگام ساخت ۳۰٫۵ متر بوده.